# Markazit-torony
A Markazit-torony (szlovákul Malý Ľadový štít, lengyelül Lodowa Kopa) a Jég-völgyi-csúcs kiterjedt tömegének D. végpontját képezi, amely az Öt-tó felől nézve domináló helyzetet foglal el. Az e két csúcsot összekötő gerinc nem bír kifejezett hágószerű nyílással. A Markazit-tornyot DNy-ra a Kis-Nyereg-hágó választja el a Vörös-toronytól, azonkívül belőle dk. irányban egy oldalgerinc ágazik ki, amely a Pfinn-kilátóban (2121 m) végződik és a Kis-Nyereghágó-völgyet és az Öt-tó katlanát választja el egymástól. Két orma van: a 2602 m magas ény. és az ennél valamivel alacsonyabb dk. orom, amelyeket egymástól jelentéktelen csorba választ el, a Markazit-oromrés. 

## Első megmászói
A Markazit-torony első megmászását valószínűleg J. H. Blasius, G. Hartlaub és gróf A. Keyserling vitték véghez S. Fischer javorinai vadásszal, öccsével és négy zergevadásszal 1835. szeptember 22-én.

## Neve
Neve a 19. század végéig csak a Jég-völgyi-csúcs mellékorma (Trabant der Eistaler Spitze), aztán a felsőerdőfalvi lakosok Markazitkának kezdték nevezni – innen a mai magyar és német neve. A markazit (rézkovand) ásvány (vas-biszulfit), amely megtalálható a torony kőzetében és a kőzet sárgás színének oka. A lengyel elnevezés fordítása Jég-völgyi-halom, a szlováké Kis-Jégvölgyi-csúcs. 
W. H. Paryski 1974-ben hegymászókalauza XVIII. kötetében a Markazit-torony két ormának és az ormokat elválasztó résnek nevet adott: 
- Nagy-Markazit-torony, ény. orom = Wielka Lodowa Kopa (Nagy-Jégvölgyi-halom)
- Kis-Markazit-torony, dk. orom = Mała Lodowa Kopa (Kis-Jégvölgyi-halom)
- Markazit-toronyrés = Lodowy Karbik (Jég-völgyi-bemetszés)